# اس‌اس بنگرو
اس‌اس بنگرو (به انگلیسی: SS Bengrove) یک زیردریایی بود که طول آن ۱۰۵٫۲ متر (۳۴۵ فوت ۲ اینچ) بود. این زیردریایی در سال ۱۹۱۰ ساخته شد.